# Чернявская, Ядвига Антоновна
Ядвига Антоновна Чернявская (15 марта 1914 — 2005) — советский белорусский педагог, «лесная учительница», литературовед (русская детская литература).
С 16 лет, в 1930-е годы, работала сельской учительницей. В годы войны — подпольщица, а с 1944 года — «лесная учительница» детей партизан.
После войны 50 лет — с 1944 по 1994 годы — на кафедре теории и истории русской литературы Брестского педагогического института имени А. С. Пушкина — преподаватель, старший преподаватель, заведующая кафедрой (1963–1969). Кандидат филологических наук (1961), доцент (1969).

## Биография
Родилась 15 марта 1914 года в деревне Александровка Могилёвской губернии Российской империи в семье разнорабочего. Окончила школу-семилетку.
Учителем стала в 16 лет — с 1930 по июль 1932 года работала в двухкомплектной начальной школе деревни Пучин Брагинского района.
По её воспоминаниям — занятия в школе шли в три смены — по вечерам за парты садились взрослые, ликвидировали свою неграмотность.
В 1933-1937 годах училась в Минском педагогическом институте имени А.М. Горького.
В 1937-1940 годах преподавала русский язык и литературу в Мстиславском педучилище. В марте 1940 года переведена в Брестское педагогическое училище.

### В годы Великой Отечественной войны
Участник партизанского движения в Белоруссии  с августа 1941 года по 2 августа 1944 года.
С началом оккупации Бреста участвовала в комсомольском подполье, по поручению подпольного горкома партии в июле 1942 года поступила на работу грузчицей на вещевой склад. Добывала для партизан вещи и лекарства, читала грузчицам полученную от партизан сводку Совинформбюро.
Отправку в Германию острбайтером избежала скрывшись во время конвоирования на вокзал, месяц скрывалась.

#### «Лесная учительница»
Ушла в партизанский отряд имени Макаревича (бригада им. Свердлова Брестского партизанского соединения, командир С.И. Сикорский).
К осени 1943 года партизанами было создано три семейных лагеря, в каждом из которых было более 1500 человек. Самым крупным был «второй» расположенный на острове «Петруся».
По решению подпольного обкома партии в семейных лагерях были организованы «лесные» школы для детей партизан, на 1 мая 1944 года в них учились 490 детей.
«Вторая лесная школа», в которой учителями были Я.А. Чернявская и В.Г. Иванова, была самой крупной — в ней училось 93 ученика, из них 61 первоклассник. Школа также известна как «школа под Дубом», так как располагалась под двумя могучими дубами. Занятия длились по 4-5 часов, затем обедали и снова шли в школу выполнять домашнее задание.
Особую роль Ядвиги Антоновны Чернявской в организации вообще всей системы «лесных школ» отметил Владимир Кириллович Яковенко:

С особенной теплотой вспоминают бывшие дети и партизаны одну лесную школу, пожалуй самую крупную в партизанских краях. Она располагалась на небольшом островке в глубине Споровских болот, в полукилометре от второго семейного лагеря отряда имени Макаревича. Её организаторами стали две юные брестчанки Ядвига Чернявская и Вера Иванова, давнишние подруги, а в недалеком прошлом — выпускницы областного педагогического училища. ...
Прошло совсем немного времени со дня начала занятий, как Вторая лесная превратилась в базовую для всех остальных школ партизанской зоны. Сюда за методическим опытом преподавания в условиях лесной жизни приезжали учителя Елена Несветаева (Первая лесная школа), Анастасия Прядун (Третья лесная школа), Вера Хоружая и Галина Рябчевская (Четвертая лесная школа), Зинаида Пясковская (школа семейного лагеря отряда имени Жданова) и многие другие.
Вера Иванова разучивала с малышами стихи Александра Сергеевича Пушкина и Якуба Коласа, слова и мелодии любимых советских песен, старшая пионервожатая Елена Мулярчук готовила их к приему в пионеры, а Ядвига Чернявская проводила репетиции литературного монтажа «Были для детей» Сергея Михалкова, а также написанной ею пьесы «Юные мстители». ...

С 1 сентября 1944 года, уже после освобождения Белоруссии от оккупации, все «выпускники» партизанских школ с успехом стали продолжать учебу в нормальных условиях, из них не было ни одного второгодника. Всем этим они бесспорно были обязаны своим замечательным педагогам — Ядвиге Антоновне Чернявской и Вере Георгиевне Ивановой. Именно им, их незаурядному опыту и деловым качествам обязана Вторая лесная школа той известностью, которой она совершенно заслуженно пользовалась среди партизан и жителей окрестных деревень и сёл. 

### После войны
После освобождения Бреста от фашистов летом 1944 года вернулась в город.
Продолжила работу в педучилище, ставшем с 1945 года Брестским государственным педагогическим институтом имени А.С. Пушкина.
Работала преподавателем, затем старшим преподавателем кафедры русской литературы, заведовала кафедрой русской литературы (1963-1969), доцент кафедры (1969-1994).
В декабре 1956 года принята в члены партии, была избрана секретарём партийной организации института.
В октябре 1961 года защитила в Институте литературы имени Янки Купалы кандидатскую диссертацию на тему «Драматургия Кузьмы Чорного».
Умерла в 2005 году на 91-м году жизни.

## Труды
Является автором и соавтором ряда выдержавших несколько переизданий пособий для учителей и хрестоматий по детской литературе, высоко оценённых педагогами:

Пять лет назад в Минске впервые вышло учебное пособие «Русская советская детская литература», и вот сейчас студенты и преподаватели факультетов начального обучения с радостью получили следующую книгу тех же авторов — Я. А. Чернявской и И. И. Розанова. Появление хрестоматии — начало доброго и нужного дела, начало конкретной помощи настоящему и будущему учителю начальной школы в работе с талантливой книгой. Открываешь хрестоматию и радуешься ей еще до встречи с любимыми авторами.— Платоненко В.М., доцент Шадринского педагогического института, журнал «Народное образование», 1990
Библиография:
- Драматургия Кузьмы Чорного: автореферат диссертации на соискание ученой степени кандидата филологических наук - Минск, Институт литературы имени Янки Купалы, 1960 - 19 с.
- Советская детская литература: учеб. пособие для фак. педагогики и методики нач. обучения пед. ин-тов / Под ред. Н. М. Дружининой. - Минск : Вышэйшая школа, 1971. - 344 с.
- Детская литература: хрестоматия: Для пед. ин-тов по спец. № 2101 "Рус. яз. лит." / Сост. Я. А. Чернявская, Г. В. Регушевская. - М. : Просвещение, 1980. - 464 с.
- Детская литература: хрестоматия : [учеб. пособие для пед. ин-тов по спец. № 2101 "Рус. яз. и лит."] / сост.: Я. А. Чернявская, Г. В. Регушевская. - 2-е изд., дораб. - Москва : Просвещение, 1987. - 446 с.
- Преподавание русской литературы: книга для учителя / Е. Я. Ленсу, Гарбар Л. Я., Чернявская Я. А. и др.  - Минск : Народная асвета, 1984 - 79 с.
- Русская советская детская литература : [Учеб. пособие для фак. педагогики и методики нач. обучения пед. ин-тов] / Я. А. Чернявская, И. И. Розанов; Под ред. В. В. Гниломедова. - 2-е изд., перераб. и доп. - Минск : Вышэйш. шк., 1984. - 512 с.
- Русская советская детская литература: хрестоматия: учебное пособие для педагогических институтов по специальности "Педагогика и методика начального обучения" / составители: И. И. Розанов, Я. А. Чернявская  Минск : Вышэйшая школа, 1989 - 495 с.
- Уроки внеклассного чтения в V-VIII классах : Пособие для учителя / [Я. А. Чернявская и др.]. - Минск : Нар. асвета, 1989. - 142 с.

## Награды и признание
За участие в Великой Отечественной войне награждена медалью «За отвагу» и  Орденом Отечественной войны II степени (1985). Также отмечена юбилейными наградами: «20 лет Победы в Великой Отечественной войне», «25 лет Победы в войне 1941—1945 г.», «50 лет Вооруженных сил СССР». В 2000 году в честь 55-летия Победы ей вручён знак «Ветеран войны 1941—1945 годов».
За трудовые заслуги награждена медалями «За трудовое отличие», «За доблестный труд в ознаменование 100-летия со дня рождения В.И. Ленина», нагрудным знаком «Отличник народного просвещения Белорусской ССР» (1971), Грамотой Верховного Совета БССР (1972); присвоено звание «Заслуженный работник культуры Белорусской ССР» (1980)).

## Память
В 2014 году в Бресте на доме № 57 по улице Машерова, где в 1965-2005 годах жила Я.А. Чернявская, была установлена мемориальная доска.

## В культуре
Вместе с другими учителями «лесной школы» является персонажем рассказа Л. Очаковской «Азбука на бересте».
В 1969 году студией «Диафильм» по рассказу был создан диафильм, художник Г. Сояшников (просмотр доступен на сайте РГДБ).